# Speed Up
Speed Up Srl es un equipo italiano de carreras de motocicleta y constructor fundado en 2010 con base en Vicenza, Italia. En 2012 la compañía comenzó a construir su propio chasis bajo el nombre de Speed Up Factory.

## Historia
El equipo fue fundado en 2010 por el ex-motociclista Luca Boscoscuro y entró en la recién formada clase Moto2 del campeonato del mundo. En el primer año del equipo consiguieron tres triunfos con su motocicleta S10, basada en un marco de un moto FTR M210, montado por Andrea Iannone y Gábor Talmácsi. En 2011 el equipo Speed Up decidió entrar en un chasis FTR M211 montado por Pol Espargaró y Valentin Debise.

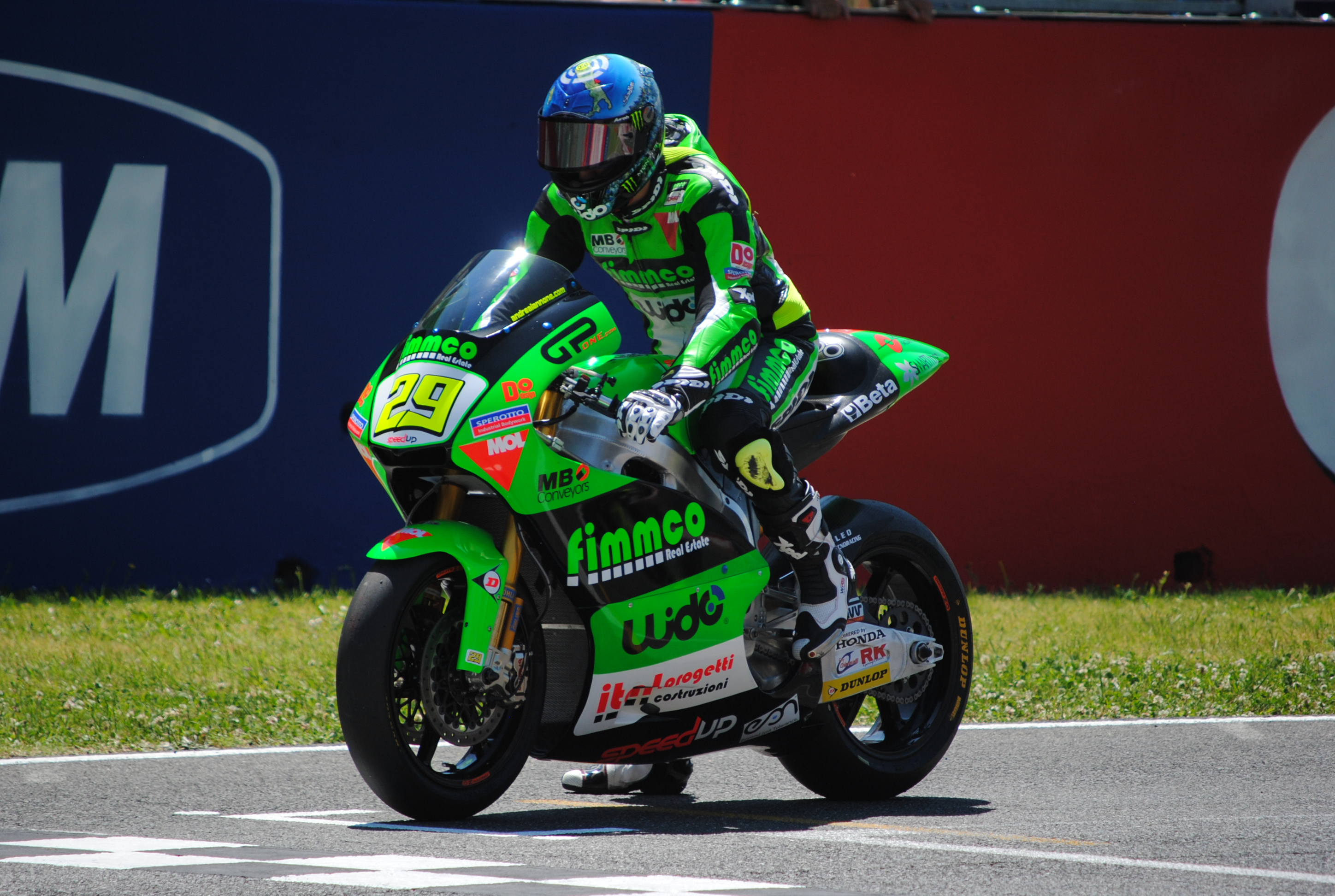
Andrea Iannone con la Speed Up S10

En 2012 Speed Up empezó a construir su propio chasis nombrado S12. Boscoscuro firmó una cooperación con el equipo Speed Master de Andrea Iannone en el que les proveeria a ellos nuevos marcos y una moto para Mike Di Meglio; los mejores resultados fueron conseguidos por Iannone gracias a dos victorias. Durante la temporada, el QMMF Racing Team cambió de Moriwaki para Speed Up.
2013 vio el debut del chasis SF13, presentado por tres equipos – Forward Racing, AGR y QMMF – consiguiendo sólo un podio con Simone Corsi como un mejor resultado.
En 2014 Speed Up debutó el nuevo marco de SF14, entrando con su propio equipo con Sam Lowes y otra vez suministrando al QMMF Racing Team, que ganó Gran Premio de los Países Bajos con Anthony West.
En 2015 siguió un patrón similar con Lowes y West restante con sus respectivos equipos; West se unió en el equipo de QMMF por Julián Simón. Lowes terminó la temporada como el único no-Kalex en el top 14 de la clasificación final, en el cuarto lugar en la tabla de fin de año, habiendo ganado en el Circuito de las Américas.
En 2016, el propio equipo del Speed Up se alineó con un nuevo piloto: Simone Corsi, y con Lowes saliendo para unirse al Gresini Racing en 2016 con un contrato de MotoGP para 2017. El equipo de QMMF volvió a competir con West y Simón.
Después de nueve temporadas consecutivas, Moto2 cambió de motores a partir de la temporada 2019. Los motores de Honda CBR600RR fueron reemplazados por los motores Triumph de 765cc y tres cilindros en línea, basado en el motor de la Triumph Street Triple RS 765. Speed Up puso en pista dos SF9 para los dos nuevos pilotos del Speed Up Racing, Jorge Navarro y Fabio Di Giannantonio.
En 2020, Speed Up puso en pista cuatro SF20T, dos fueron para el equipo de fábrica, el Speed Up Racing que contó con el mismo par de pilotos que la temporada anterior, y dos para el equipo Aspar Team que contó con Aron Canet y Hafizh Syahrin. La única pole position de la temporada fue conseguida por Canet en el Gran Premio de Estiria, mientras que las mejores actuaciones en carrera fueron los dos podios obtenidos por Di Giannantonio, en Cataluña (tercero) y en Teruel (segundo). El mejor piloto de la marca fue Canet, que terminó la temporada en la decimocuarta posición de la clasificación general y en la clasificación de constructores, Speed Up terminó en la segunda posición con 118 puntos.
En 2021, para diferenciar al equipo de la motocicleta, los prototipos producidos por Speed Up pasaron a denominarse Boscoscuro.

## Resultados
(Carreras en negrita indica pole position, carreras en cursiva indica vuelta rápida)
| Año  | Moto            | Neu. | N.º | Pilotos               | 1       | 2       | 3       | 4       | 5       | 6       | 7       | 8       | 9       | 10      | 11      | 12      | 13      | 14      | 15      | 16      | 17      | 18      | 19      | 20      | 21  | 22  | Pts.    | Pos.  |
| ---- | --------------- | ---- | --- | --------------------- | ------- | ------- | ------- | ------- | ------- | ------- | ------- | ------- | ------- | ------- | ------- | ------- | ------- | ------- | ------- | ------- | ------- | ------- | ------- | ------- | --- | --- | ------- | ----- |
| 2010 | Speed Up S10    | D    | 2   | Gábor Talmácsi        | QAT 9   | SPA 9   | FRA 5   | ITA 7   | GBR Ret | NED 13  | CAT 11  | GER 6   | USA -   | CZE 6   | IND 8   | RSM 7   | ARA 3   | JPN 21  | MAL Ret | AUS 18  | POR 8   | VAL 10  |         |         |     |     | 109     | 6º    |
| 2010 | Speed Up S10    | D    | 29  | Andrea Iannone        | QAT 19  | SPA Ret | FRA 4   | ITA 1   | GBR 12  | NED 1   | CAT 13  | GER 2   | USA -   | CZE 3   | IND 4   | RSM Ret | ARA 1   | JPN 13  | MAL 3   | AUS 3   | POR 21  | VAL 2   |         |         |     |     | 199     | 3º    |
| 2011 | FTR Moto M211   | D    | 44  | Pol Espargaró         | QAT 22  | SPA 20  | POR 6   | FRA 13  | CAT 16  | GBR Ret | NED Ret | ITA 28  | GER 13  | USA -   | CZE 16  | IND 2   | RSM 9   | ARA 14  | JPN 15  | AUS 5   | MAL 3   | VAL 14  |         |         |     |     | 75      | 13º   |
| 2011 | FTR Moto M211   | D    | 53  | Valentin Debise       | QAT 23  | SPA 30  | POR Ret | FRA 28  | CAT 20  | GBR 22  | NED Ret | ITA 18  | GER Ret | USA -   | CZE 21  | IND 30  | RSM 25  | ARA 29  | JPN 21  | AUS Ret | MAL Ret | VAL Ret |         |         |     |     | 0       | NC    |
| 2012 | Speed Up S12    | D    | 22  | Alessandro Andreozzi  | QAT     | SPA     | POR     | FRA     | CAT     | GBR     | NED     | GER Ret | ITA Ret | USA -   | IND Ret | CZE 24  | RSM 22  | ARA 30  | JPN 25  | MAL DSQ | AUS 22  | VAL 23  |         |         |     |     | 0       | NC    |
| 2012 | Speed Up S12    | D    | 29  | Andrea Iannone        | QAT 2   | SPA 14  | POR 5   | FRA 4   | CAT 1   | GBR 4   | NED 2   | GER 16  | ITA 1   | USA -   | IND 9   | CZE 4   | RSM 3   | ARA 4   | JPN 17  | MAL 5   | AUS Ret | VAL 11  |         |         |     |     | 194     | 3º    |
| 2012 | Speed Up S12    | D    | 63  | Mike Di Meglio        | QAT 7   | SPA Ret | POR Ret | FRA Ret | CAT Ret | GBR 18  | NED 15  | GER     | ITA     | USA -   | IND     | CZE     | RSM     | ARA     | JPN     | MAL     | AUS     | VAL     |         |         |     |     | 10 (17) | 22º   |
| 2014 | Speed Up SF4    | D    | 22  | Sam Lowes             | QAT 6   | AME 16  | ARG 8   | SPA Ret | FRA 9   | ITA 8   | CAT Ret | NED Ret | GER 20  | IND 24  | CZE Ret | GBR 7   | RSM 18  | ARA 9   | JPN Ret | AUS 5   | MAL Ret | VAL 7   |         |         |     |     | 69      | 13º   |
| 2015 | Speed Up SF5    | D    | 22  | Sam Lowes             | QAT Ret | AME 1   | ARG 3   | SPA 20  | FRA 4   | ITA 4   | CAT 4   | NED 3   | GER 5   | IND Ret | CZE 5   | GBR 6   | RSM Ret | ARA 3   | JPN 8   | AUS 2   | MAL 13  | VAL 5   |         |         |     |     | 186     | 4º    |
| 2016 | Speed Up SF6    | D    | 24  | Simone Corsi          | QAT 3   | ARG 20  | AME 6   | SPA Ret | FRA 2   | ITA 12  | CAT Ret | NED 7   | GER Ret | AUT Ret | CZE 19  | GBR 8   | RSM Ret | ARA 9   | JPN 6   | AUS 7   | MAL 11  | VAL 11  |         |         |     |     | 103     | 10º   |
| 2017 | Speed Up SF7    | D    | 24  | Simone Corsi          | QAT 17  | ARG 6   | AME 7   | SPA Ret | FRA 8   | ITA 8   | CAT 11  | NED Ret | GER 4   | CZE 6   | AUT 11  | GBR 6   | RSM 7   | ARA 7   | JPN 21  | AUS 7   | MAL 11  | VAL 9   |         |         |     |     | 117     | 9º    |
| 2017 | Speed Up SF7    | D    | 37  | Augusto Fernández     | QAT     | ARG     | AME     | SPA     | FRA     | ITA 25  | CAT 21  | NED 19  | GER DSQ | CZE 27  | AUT 16  | GBR 26  | RSM Ret | ARA 22  | JPN 16  | AUS 17  | MAL 12  | VAL 14  |         |         |     |     | 6       | 31.º  |
| 2017 | Speed Up SF7    | D    | 47  | Axel Bassani          | QAT     | ARG 25  | AME 24  | SPA 23  | FRA 24  | ITA     | CAT     | NED     | GER     | CZE     | AUT     | GBR     | RSM     | ARA     | JPN     | AUS     | MAL     | VAL     |         |         |     |     | 0       | NC    |
| 2017 | Speed Up SF7    | D    | 88  | Ricard Cardús         | QAT 25  | ARG     | AME     | SPA     | FRA     | ITA     | CAT     | NED     | GER     | CZE     | AUT     | GBR     | RSM     | ARA     | JPN     | AUS     | MAL     | VAL     |         |         |     |     | 0 (7)   | 29º   |
| 2018 | Speed Up SF8    | D    | 20  | Fabio Quartararo      | QAT 20  | ARG 22  | AME 15  | SPA 10  | FRA 8   | ITA 11  | CAT 1   | NED 2   | GER 9   | CZE 11  | AUT 9   | GBR C   | RSM 7   | ARA 9   | THA 5   | JPN DSQ | AUS 10  | MAL 5   | VAL 6   |         |     |     | 138     | 10º   |
| 2018 | Speed Up SF8    | D    | 52  | Danny Kent            | QAT 17  | ARG 12  | AME Ret | SPA Ret | FRA 21  | ITA Ret | CAT 21  | NED Ret | GER Ret | CZE Ret | AUT 12  | GBR C   | RSM Ret | ARA Ret | THA     | JPN     | AUS     | MAL     | VAL     |         |     |     | 8       | 25º   |
| 2018 | Speed Up SF8    | D    | 57  | Edgar Pons            | QAT     | ARG     | AME     | SPA     | FRA     | ITA     | CAT     | NED     | GER     | CZE     | AUT     | GBR     | RSM     | ARA     | THA 19  | JPN 23  | AUS 15  | MAL 20  | VAL     |         |     |     | 1       | 31.º  |
| 2018 | Speed Up SF8    | D    | 70  | Tommaso Marcon        | QAT     | ARG     | AME     | SPA     | FRA     | ITA     | CAT     | NED     | GER     | CZE     | AUT     | GBR     | RSM     | ARA     | THA     | JPN     | AUS     | MAL     | VAL Ret |         |     |     | 0       | NC    |
| 2019 | Speed Up SF9    | D    | 9   | Jorge Navarro         | QAT Ret | ARG 8   | AME 3   | SPA 2   | FRA 2   | ITA 7   | CAT 3   | NED Ret | GER 8   | CZE 4   | AUT 3   | GBR 2   | RSM 7   | ARA 2   | THA 17  | JPN 5   | AUS 4   | MAL 5   | VAL 3   |         |     |     | 226     | 4º    |
| 2019 | Speed Up SF9    | D    | 21  | Fabio Di Giannantonio | QAT 11  | ARG Ret | AME Ret | SPA 12  | FRA 12  | ITA 10  | CAT Ret | NED 11  | GER 4   | CZE 2   | AUT 14  | GBR 6   | RSM 2   | ARA 11  | THA 18  | JPN 11  | AUS 14  | MAL Ret | VAL 9   |         |     |     | 108     | 9º    |
| 2020 | Speed Up SF20T  | D    | 9   | Jorge Navarro         | QAT 6   | SPA Ret | AND Ret | CZE 7   | AUT Ret | EST Ret | RSM Ret | ERM 7   | CAT 4   | FRA Ret | ARA 27  | TER 5   | EUR 10  | VAL Ret | POR Ret |         |         |         |         |         |     |     | 17º     | 58    |
| 2020 | Speed Up SF20T  | D    | 21  | Fabio Di Giannantonio | QAT 13  | SPA Ret | AND 18  | CZE 16  | AUT 21  | EST 18  | RSM 7   | ERM 8   | CAT 3   | FRA 7   | ARA Ret | TER 2   | EUR Ret | VAL Ret | POR Ret |         |         |         |         |         |     |     | 15º     | 65    |
| 2021 | Boscoscuro B-21 | D    | 2   | Alonso López          | QAT     | DOH     | POR     | SPA     | FRA Ret | ITA     | CAT 21  | GER     | NED 17  | EST     | AUT     | GBR     | ARA     | RSM     | AME     | ERM     | ALG     | VAL     |         |         |     |     | 30.º    | 0 (4) |
| 2021 | Boscoscuro B-21 | D    | 5   | Yari Montella         | QAT 20  | DOH 18  | POR Ret | SPA 20  | FRA WD  | ITA     | CAT     | GER     | NED     | EST 24  | AUT Ret | GBR     | ARA     | RSM Ret | AME     | ERM     | ALG     | VAL     |         |         |     |     | NC      | 0     |
| 2021 | Boscoscuro B-21 | D    | 9   | Jorge Navarro         | QAT 10  | DOH 13  | POR 22  | SPA 12  | FRA 10  | ITA Ret | CAT 11  | GER 7   | NED 7   | EST 20  | AUT Ret | GBR 3   | ARA 4   | RSM 13  | AME 12  | ERM 5   | ALG 7   | VAL 8   |         |         |     |     | 9º      | 106   |
| 2021 | Boscoscuro B-21 | D    | 54  | Fermín Aldeguer       | QAT     | DOH     | POR     | SPA     | FRA     | ITA 12  | CAT     | GER Ret | NED     | EST     | AUT     | GBR 16  | ARA 7   | RSM     | AME 21  | ERM 16  | ALG 16  | VAL 17  |         |         |     |     | 25º     | 13    |
| 2022 | Boscoscuro B-22 | D    | 5   | Romano Fenati         | QAT 15  | INA 19  | ARG 18  | AME 15  | POR 11  | SPA Ret | FRA     | ITA     | CAT     | GER     | NED     | GBR     | AUT     | RSM     | ARA     | JPN     | THA     | AUS     | MAL     | VAL     |     |     | 27º     | 7     |
| 2022 | Boscoscuro B-22 | D    | 21  | Alonso López          | QAT     | INA     | ARG     | AME     | POR     | SPA     | FRA Ret | ITA 8   | CAT 8   | GER 7   | NED 6   | GBR 2   | AUT 7   | RSM 1   | ARA Ret | JPN 3   | THA 5   | AUS 1   | MAL 2   | VAL Ret |     |     | 8º      | 155.5 |
| 2022 | Boscoscuro B-22 | D    | 54  | Fermín Aldeguer       | QAT 16  | INA 7   | ARG Ret | AME Ret | POR 7   | SPA Ret | FRA Ret | ITA 14  | CAT 15  | GER 5   | NED 11  | GBR 15  | AUT Ret | RSM Ret | ARA 6   | JPN Ret | THA Ret | AUS 4   | MAL 10  | VAL 4   |     |     | 15º     | 80    |
| 2023 | Boscoscuro B-23 | D    | 21  | Alonso López          | POR Ret | ARG 2   | AME 7   | SPA 3   | FRA 3   | ITA 6   | GER 5   | NED 6   | GBR Ret | AUT 21  | CAT 8   | RSM 3   | IND 22  | JPN 13  | INA 25  | AUS NC  | THA 8   | MAL 22  | QAT 9   | VAL 3   |     |     | 7º      | 150   |
| 2023 | Boscoscuro B-23 | D    | 54  | Fermín Aldeguer       | POR 13  | ARG 15  | AME 6   | SPA 10  | FRA 8   | ITA Ret | GER 8   | NED 4   | GBR 1   | AUT 9   | CAT 13  | RSM Ret | IND 12  | JPN 22  | INA 3   | AUS 3   | THA 1   | MAL 1   | QAT 1   | VAL 1   |     |     | 3º      | 212   |
| 2024 | Boscoscuro B-24 | P    | 21  | Alonso López          | QAT 1   | POR 25  | AME 4   | SPA Ret | FRA 3   | CAT 7   | ITA 3   | NED 8   | GER 10  | GBR 9   | AUT 2   | ARA 4   | RSM 29  | ERM 9   | INA 3   | JPN 9   | AUS Ret | THA 11  | MAL 13  | SLD 9   |     |     | 6.º     | 178   |
| 2024 | Boscoscuro B-24 | P    | 54  | Fermín Aldeguer       | QAT 16  | POR 4   | AME 3   | SPA 1   | FRA 7   | CAT Ret | ITA Ret | NED 2   | GER 1   | GBR 12  | AUT 20  | ARA Ret | RSM 6   | ERM 5   | INA 4   | JPN 12  | AUS 1   | THA Ret | MAL     | SLD 10  |     |     | 5.º     | 181   |
| 2024 | Boscoscuro B-24 | P    | 67  | Alberto Surra         | QAT     | POR     | AME     | SPA     | FRA     | CAT     | ITA     | NED     | GER     | GBR     | AUT     | ARA     | RSM     | ERM     | INA     | JPN     | AUS     | THA     | MAL Ret | SLD     |     |     | NC      | 0     |
| 2025 | Boscoscuro B-25 | P    | 13  | Celestino Vietti      | THA     | ARG     | AME     | QAT     | SPA     | FRA     | GBR     | ARA     | ITA     | NED     | GER     | CZE     | AUT     | HUN     | CAT     | RSM     | JPN     | INA     | AUS     | MAL     | POR | VAL |         |       |
| 2025 | Boscoscuro B-25 | P    | 21  | Alonso López          | THA     | ARG     | AME     | QAT     | SPA     | FRA     | GBR     | ARA     | ITA     | NED     | GER     | CZE     | AUT     | HUN     | CAT     | RSM     | JPN     | INA     | AUS     | MAL     | POR | VAL |         |       |